# Все работы Вермеера в Нью-Йорке
«Все рабо́ты Верме́ера в Нью-Йо́рке» (англ. All The Vermeers In New York) — фильм режиссёра Джона Джоста. Снят в США в 1990 году в жанре мелодрамы с элементами комедии.

## Сюжет
В Метрополитен-музее представлена большая экспозиция работ Яна Вермеера. Молодая женщина проходит от картины к картине, подолгу задерживаясь возле каждой. За ней деликатно, но неотступно следит мужчина. Наконец, он решается познакомиться. Гордон — трейдер, биржевой игрок, чередующий полосы финансовых успехов и провалов. Анна — французская актриса, пытающаяся построить карьеру в США и снимающая в Нью-Йорке с двумя подругами скромное жильё. Неудачная попытка построить продолжительные человеческие отношения, столкновение возвышенного и материального, где внутренние качества противоречат выбранной профессии.

Притча о житейских промахах и ошибках на фоне благополучия Нью-Йорка конца 80-х, где рынки произведений искусства и ценных бумаг переживают одновременный бум.
англ. A parable of the missteps of life enacted in the hothouse world of the late 1980’s New York, in which the art market and the stock market each boomed.— jon-jost.com

## В ролях
- Эмануэль Шоле — Анна
- Гордон Джозеф Вайс — Гордон
- Кэтрин Бин — Николь, соседка Анны
- Грей Филлипс — Филисити, соседка Анны
- Стивен Лэк — Марк
- Грэйси Мансион — владелец галереи

## Награды
- 1991 год — Берлинский кинофестиваль, Caligari Film Award — премия присуждаемая за тематические или стилистические инновации в рамках форума нового кино фестиваля.
- 1991 год — Премия в номинации независимое/экспериментальное кино Ассоциации кинокритиков Лос-Анджелеса.
- 1991 год — Номинация на Гран-при жюри на национальном американском кинофестивале независимого кино Сандэнс.

## Критика
- Том Вик, обозреватель Аllrovi.com: «Как автору фильмов, Джосту тесны рамки города. Американский запад лучше подходит для его визуального восприятия, а его социально-политические взгляды проступают сильнее, когда отслеживаются через жизнь персонажей, помещённых в эти необъятные просторы. Визуальная красота фильма кажется неестественно напряжённой».[1]
- «Chicago Sun-Times», критик Роджер Эберт: «Этот фильм, красиво снятый и полный тихой грацией, скорее ориентирован на театр; по подходу и тематике он находится где-то между „некомедийным“ Вуди Алленом и Эриком Ромером. Если бы фильм был на французском языке и с субтитрами, я бы сразу знал чего ожидать. Неожиданно найти такой умный фильм на английском».[2]